# Jerónimo Rodríguez
Jerónimo Rodríguez Güemes (Ciudad de México, 24 de marzo de 1999) es un futbolista Mexicano. Juega como lateral izquierdo y se encuentra sin equipo.

## Clubes

### Estadísticas
| Club | Div           | Temporada     | Liga nacionales(1) | Liga nacionales(1) | Liga nacionales(1) | Copas nacionales(2) | Copas nacionales(2) | Copas nacionales(2) | Torneos internacionales | Torneos internacionales | Torneos internacionales | Total | Total | Total  | Media goleadora |
| Club | Div           | Temporada     | Part.              | Goles              | Asist.             | Part.               | Goles               | Asist.              | Part.                   | Goles                   | Asist.                  | Part. | Goles | Asist. | Media goleadora |
| --- | ------------- | ------------- | ------------------ | ------------------ | ------------------ | ------------------- | ------------------- | ------------------- | ----------------------- | ----------------------- | ----------------------- | ----- | ----- | ------ | --------------- |
| Real Oviedo · España |               |               |                    |                    |                    |                     |                     |                     |                         |                         |                         |       |       |        |                 |
| 2ªB |               |               |                    |                    |                    |                     |                     |                     |                         |                         |                         |       |       |        |                 |
| 2018-19 | 15            | 0             | 0                  | 0                  | 0                  | 0                   | 0                   | 0                   | 0                       | 15                      | 0                       | 0     | 0.00  |        |                 |
| 2019-20 | 4             | 0             | 1                  | 0                  | 0                  | 0                   | 0                   | 0                   | 0                       | 4                       | 0                       | 1     | 0.00  |        |                 |
| Total club | Total club    | 19            | 0                  | 1                  | 0                  | 0                   | 0                   | 0                   | 0                       | 0                       | 19                      | 0     | 1     | 0.00   |                 |
| Club Universidad Nacional · México |               |               |                    |                    |                    |                     |                     |                     |                         |                         |                         |       |       |        |                 |
| 1.ª |               |               |                    |                    |                    |                     |                     |                     |                         |                         |                         |       |       |        |                 |
| 2019-20 | 0             | 0             | 0                  | 1                  | 0                  | 0                   | 0                   | 0                   | 0                       | 1                       | 0                       | 0     | 0.00  |        |                 |
| 2020-21 | 21            | 0             | 0                  | 0                  | 0                  | 0                   | 0                   | 0                   | 0                       | 21                      | 0                       | 0     | 0.00  |        |                 |
| 2021-22 | 13            | 1             | 0                  | 0                  | 0                  | 0                   | 0                   | 0                   | 0                       | 13                      | 1                       | 0     | 0.00  |        |                 |
| Total club | Total club    | 34            | 1                  | 0                  | 0                  | 1                   | 0                   | 0                   | 0                       | 0                       | 35                      | 1     | 0     | 0.00   |                 |
| Total carrera | Total carrera | Total carrera | 53                 | 1                  | 1                  | 1                   | 0                   | 0                   | 0                       | 0                       | 0                       | 54    | 1     | 1      | 0.00            |
| (1)Incluye datos de la Segunda División B de España (2018), Primera División de México (2020-Act.). (2)Incluye datos de la Copa México (2020-Act.). |               |               |                    |                    |                    |                     |                     |                     |                         |                         |                         |       |       |        |                 |

- Datos: Q97159287